# Lippenlacke
Die Lippenlacke ist ein natürliches Gewässer und Naturdenkmal (ID=ND-00890) bei Kirchseeon im Landkreis Ebersberg. Sie liegt am Nordrand des
Taubenberges, etwa einen Kilometer südwestlich von Kirchseeon, bzw. 500 m von Ilching entfernt, von wo aus die Lippenlacke auch am einfachsten erreichbar ist.
Die Lippenlacke, auch Lippenlache, Lipplacke oder Lipplack genannt, ist ein ökologisch wertvolles Gewässer in einer Toteishohlform, die beim Zurückweichen des Inn-Chiemsee-Gletschers während der Würm-Kaltzeit entstanden ist. Das Biotop mit der Bezeichnung Lippenlache südöstlich Ilching umfasst auf einer Fläche von circa 0,53 ha den Weiher mit umgebenden Uferbereichen. Die geschützte Vegetation des Biotops besteht aus Großseggenried, Verlandungsröhricht, Unterwasser- und Schwimmblattvegetation sowie Feuchtgebüschen.